# 小さなフリードリヒの誕生日
『小さなフリードリヒの誕生日』（ちいさなフリードリヒのたんじょうび、ドイツ語：Des kleinen Friedrichs Geburtstag ）K.529は、ヴォルフガング・アマデウス・モーツァルトが作曲した歌曲。同じ年に歌曲『夢の姿』K.530も書かれている。

## 概要
1787年11月6日にプラハで作曲された。
どのような目的で作られたのか、それを証明する資料は現在存在していない。題名と第1節に出てくるフリードリヒとは、アンハルト＝デッサウ侯国のレオポルト3世フリードリヒ・フランツの世子フリードリヒ（1769年 - 1814年、父に先立って死去）のことである。作詞者ヨハン・エーベルハルト・フリードリヒ・シャルはその教育係を務め、1778年12月27日のフリードリヒの9歳の誕生日を祝って8節から成る詩を贈り、これにヨアヒム・ハインリヒ・カンペが最終節を追加して児童文学集に発表したものが歌曲のテキストとなった。また、シャルの原詩にカンペが書き足した詩句からすると、デッサウの博愛学校の創立記念日のためと考えられている。
歌詞も曲調も素朴な民謡または童謡風の作品である。

## 構成
ヘ長調、4分の2拍子。歌詞は2節ずつ有節的に4回歌われ、第9節で終結部を形成する。